# 園山町
園山町（そのやまちょう）は、愛知県名古屋市千種区の地名。現行行政地名は園山町1丁目から園山町3丁目。住居表示未実施。

## 地理
名古屋市千種区南東部に位置する。東は東山元町、西は朝岡町・四谷通、南は仁座町、北は唐山町に接する。

## 歴史

### 沿革
- 1945年（昭和20年）9月20日 - 千種区田代町の一部により、同区園山町として成立[1]。

## 世帯数と人口
2019年（平成31年）1月1日現在の世帯数と人口は以下の通りである。
| 町丁   | 世帯数  | 人口  |
| ------ | ------- | ----- |
| 園山町 | 340世帯 | 676人 |

### 人口の変遷
国勢調査による人口の推移
| 1950年（昭和25年） | 63人  | [ 8 ]  |  |
| 1955年（昭和30年） | 347人 | [ 8 ]  |  |
| 1960年（昭和35年） | 664人 | [ 9 ]  |  |
| 1965年（昭和40年） | 721人 | [ 9 ]  |  |
| 1970年（昭和45年） | 893人 | [ 10 ] |  |
| 1975年（昭和50年） | 988人 | [ 10 ] |  |
| 1980年（昭和55年） | 922人 | [ 11 ] |  |
| 1985年（昭和60年） | 897人 | [ 11 ] |  |
| 1990年（平成2年）  | 972人 | [ 12 ] |  |
| 1995年（平成7年）  | 916人 | [ 13 ] |  |
| 2000年（平成12年） | 883人 | [ 14 ] |  |
| 2005年（平成17年） | 917人 | [ 15 ] |  |
| 2010年（平成22年） | 909人 | [ 16 ] |  |

## 学区
市立小・中学校に通う場合、学校等は以下の通りとなる。また、公立高等学校に通う場合の学区は以下の通りとなる。なお、小・中学校は学校選択制度を導入しておらず、番毎で各学校に指定されている。
| 丁目        | 小学校                                    | 中学校                                    | 高等学校 |
| ----------- | ----------------------------------------- | ----------------------------------------- | -------- |
| 園山町1丁目 | 名古屋市立東山小学校 名古屋市立見付小学校 | 名古屋市立東星中学校 名古屋市立城山中学校 | 尾張学区 |
| 園山町2丁目 | 名古屋市立見付小学校                      | 名古屋市立城山中学校                      | 尾張学区 |
| 園山町3丁目 | 名古屋市立見付小学校                      | 名古屋市立城山中学校                      | 尾張学区 |

## 施設
- 名古屋大学工学部・理学部[7]
- 聖マリア幼稚園[7]
- 曹洞宗禅芳寺[7]
- 真宗大谷派徳伝寺[7]
- 千代保稲荷神社名古屋支所[7]

## 交通
地区内に鉄道はなく、最寄り駅は名古屋市営地下鉄名城線名古屋大学駅もしくは名古屋市営地下鉄東山線東山公園駅。最寄りバス停は園山町（千種巡回）か四ツ谷通三丁目（名駅17・栄16・千種巡回・猪.名系統）バス停

## その他

### 日本郵便
- 郵便番号 : 464-0812[4]（集配局：千種郵便局[19]）。